# Werner von Gaugreben
Hermann Werner von Gaugreben (* 11. März 1783 in Bruchhausen (Olsberg); † 26. August 1832 in Korbach) war ein deutscher Gutsbesitzer und Mitglied der Landstände des Fürstentums Waldeck.

## Leben
Werner von Gaugreben entstammte dem westfälisch-waldeckschen Adelsgeschlecht Gaugreben und war Sohn des kurkölnischen Rats Bernhard Molritz von Gaugreben (1726–1802) und dessen Ehefrau Isabella geb. von Brabeck (* 15. April 1828). Am 8. November 1811 heiratete er in Goddelsheim Adolphine von Schade (1785/1786–1820), die Witwe von Otto Friedrich von Gaugreben (1749–1809). Ihre Schwester Philippina (1790–1840) war mit Carl von Lüninck verheiratet.
Nach dem Besuch des Landesgymnasiums in Korbach wurde Gaugreben Soldat in der k.u.k. Armee. Er war zuletzt 1809 im Rang eines Oberstleutnants. 1810 übernahm er die elterlichen Güter in Goddelsheim, die er 1817 verkaufte. Dadurch kam es zu Protesten einiger Familienangehöriger, die sich gegen den Verkauf gestellt hatten. 1819 kaufte er vom hessischen Staat das im Jahre 1803 säkularisierte Kloster Ewig und zog dorthin.
Vom 28. März 1816 bis Herbst 1817 war er als Vertreter der Ritterschaft Mitglied der Landstände des Fürstentums Waldeck.